# Anna Jankowska (biolog)
Anna Grażyna Jankowska – biotechnolog, profesor Uniwersytetu Medycznego im. Karola Marcinkowskiego w Poznaniu.

## Życiorys
Odbyła studia biotechnologii na Uniwersytecie im. Adama Mickiewicza w Poznaniu (1990–1995). Stopień doktorski uzyskała w 1998 na podstawie pracy pt. Badania nad mechanizmami procesu apoptozy w komórkach Leydiga na 
Akademii Medycznej im. Karola Marcinkowskiego w Poznaniu. Obecnie prodziekan ds. nauczania w języku angielskim i współpracy z zagranicą Wydziału Nauk o Zdrowiu Uniwersytetu Medycznego im. Karola Marcinkowskiego w Poznaniu oraz kierownik Pracowni Biologii Molekularnej w Katedrze i Zakładzie Biologii Komórki. 17 czerwca 1998 uzyskała stopień doktora nauk biologicznych. W 2014 uzyskała tytuł profesora nauk medycznych.
W latach 2011–2014 Sekretarz Komitetu Cytobiologii PAN. Członek Zarządu Polskiego Towarzystwa Biologii Komórki.

## Odznaczenia
- Srebrny Krzyż Zasługi (2016)[5].